# Vegetarisches Schnitzel

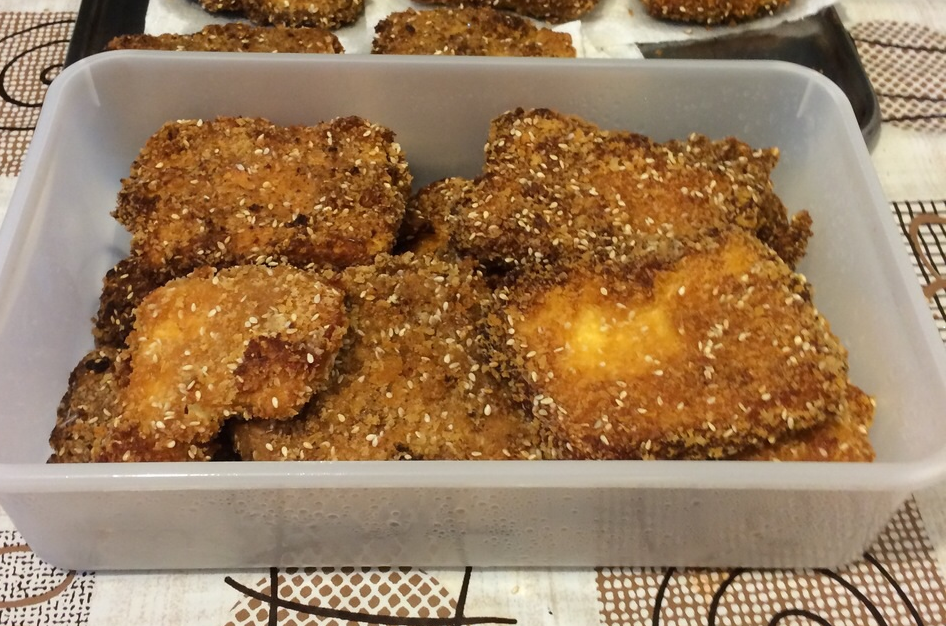
Veganes Schnitzes aus Tofu und Kichererbsenmehl

Als vegetarische Schnitzel werden ähnlich wie Schnitzel zubereitete Gerichte aus Scheiben von Gemüsen wie Knollensellerie, Steckrübe, Fenchelknollen, Yacon   oder Auberginen, Pilzen wie Parasol, Leberreischling oder Riesenbovist sowie eiweißreichem Fleischersatz auf Basis von texturiertem Soja, Tofu oder Seitan bezeichnet. Sie werden häufig – dem Wiener Schnitzel nachempfunden – paniert und gebraten.
Ein Klassiker der vegetarischen Küche sind Sellerieschnitzel wegen ihres kräftigen Geschmacks und ihrer bissfesten Konsistenz. Zur Vorbereitung werden die Sellerieknollen im Ganzen in Salzwasser oder Gemüsebrühe nicht zu weich vorgekocht und nach dem Abkühlen in fingerdicke Scheiben geschnitten (oder rohe Scheiben werden entsprechend kürzer gekocht). Diese Schnitzel können dann ähnlich wie Fleisch nach Rezept zubereitet werden. Meistens werden sie paniert oder zusätzlich wie Cordon bleu gefüllt, wobei an Stelle von Schinken würzige pflanzliche Zutaten wie Nüsse, andere Wurzelgemüse, Pilze oder Mischungen davon verwendet werden.
Steckrübenschnitzel lassen sich auf gleiche Weise zubereiten wie Sellerieschnitzel, was vor allem in Notzeiten wie dem Steckrübenwinter geschah.
Pilzschnitzel werden aus ganzen Hüten oder Scheiben des Fruchtkörpers entsprechender Pilze zubereitet, die nur gesalzen, roh paniert und dann gebraten werden. Sie entstammen nicht der vegetarischen Küche, sondern sind Rezepte von Pilzsammlern für Pilzarten, die sich für die üblichen Zubereitungsarten von Wildpilzen wenig oder nicht eignen.
Für Sojaschnitzel aus Tofu oder texturiertem Soja („Sojafleisch“) sowie Schnitzel aus Seitan („Weizenfleisch“) werden die anfangs nahezu neutral schmeckenden Scheiben meist in Sojasauce mit Gewürzen mariniert und anschließend paniert oder unpaniert gebraten. Sie haben unter den vegetarischen Schnitzeln den angeblich am stärksten an Fleisch erinnernden Geschmack und werden auch industriell hergestellt als Fertiggerichte angeboten.